# Anatolia
Anatolia (în turcă Anadolu, din greacă ἀνατολή, „ridicare în sus”, „răsărit”), cunoscută și sub numele de Asia Mică, este o peninsulă mare sau o regiune din Turcia, constituind cea mai mare parte a teritoriului său contemporan. Din punct de vedere geografic, regiunea Anatoliei este delimitată de Marea Mediterană la sud, de Marea Egee la vest, de Strâmtorile Turcești la nord-vest și de Marea Neagră la nord. Granița estică și sud-estică este fie granița sud-estică și estică a Turciei, fie o linie imprecisă de la Marea Neagră la Golful Iskenderun. Din punct de vedere topografic, Marea Marmara leagă Marea Neagră de Marea Egee prin strâmtoarea Bosfor și strâmtoarea Dardanele și separă Anatolia de Tracia în peninsula balcanică a Europei de Sud-Est.
Popoarele antice anatoliene vorbeau limbile anatoliene acum dispărute din familia limbilor indo-europene, care au fost în mare parte înlocuite de limba greacă în antichitatea clasică, precum și în perioadele elenistică, romană și bizantină. Limbile anatoliene majore includeau hitită, luwiană și lidiană, în timp ce alte limbi locale slab atestate includeau frigiană și miziană. Limbile hurro-urartiene erau vorbite în regatul de sud-est al Mitanni, în timp ce galata, o limbă celtică, era vorbită în Galatia, Anatolia centrală. Popoarele antice din regiune includeau galate, hurieni, asirieni, hatieni, cimerieni, precum și grecii ionieni, dorieni și eolieni. Turcificarea Anatoliei a început sub conducerea Imperiului Selgiucid în secolul al XI-lea târziu, a continuat sub Imperiul Otoman între sfârșitul secolului al XIII-lea și începutul secolului al XX-lea și continuă și astăzi sub Republica Turcia. Cu toate acestea, diverse limbi non-turcice continuă să fie vorbite de minorități în Anatolia, inclusiv kurdă, neo-aramaică, armeană, limbi din Caucazul de Nord, lază, georgiană și greacă.

## Geografie
Articol Principal: Geografia Turciei

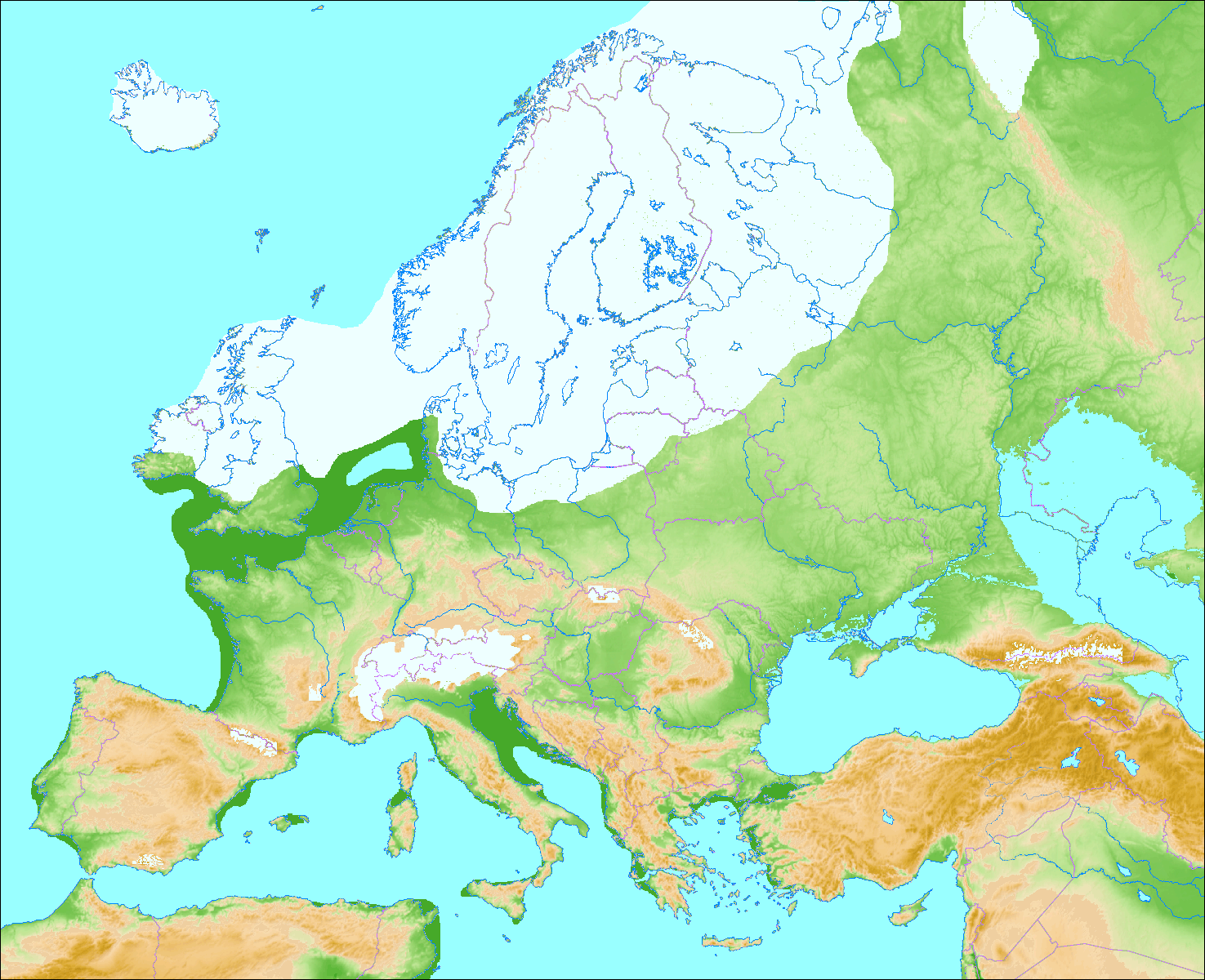
Europa în timpul Ultimului Maximum Glaciar, c. 20.000 de ani în urmă. Anatolia a fost conectată la continentul european până în jurul anului 5600 î.Hr., când topirea calotelor glaciare a cauzat o creștere a nivelului mării în Mediterana cu aproximativ 120 m, declanșând formarea Strâmtorilor Turcești. Ca rezultat, două foste lacuri (Marea Marmara și Marea Neagră) au fost conectate la Marea Mediterană, ceea ce a separat Anatolia de Europa.

În mod tradițional, Anatolia este considerată ca extinzându-se spre est până la o linie nedeterminată care se întinde de la Golful Alexandretta până la Marea Neagră, fiind cotermină cu Platoul Anatolian. Această definiție geografică tradițională este folosită, de exemplu, în cea mai recentă ediție a Dicționarului Geografic Merriam-Webster . Conform acestei definiții, Anatolia este delimitată la est de platoul Armen și de râul Eufrat înainte ca acesta să se îndrepte spre sud-est pentru a intra în Mesopotamia. La sud-est, este delimitată de lanțurile muntoase care o separă de valea Orontes din Siria și de câmpia mesopotamiană.
După genocidul armean, Armenia Occidentală a fost redenumită Regiunea Anatolia de Est de către noul guvern turc. În 1941, în cadrul Primului Congres de Geografie care a împărțit Turcia în șapte regiuni geografice pe baza diferențelor de climă și peisaj, provinciile estice ale Turciei au fost plasate în Regiunea Anatolia de Est, care corespunde în mare măsură regiunii istorice a Armeniei Occidentale (numită astfel după împărțirea Armeniei Mari între Imperiul Roman/Bizantin (Armenia Occidentală) și Persia Sassanidă (Armenia Orientală) în anul 387 d.Hr.). Vazken Davidian consideră utilizarea extinsă a termenului "Anatolia" pentru a desemna teritoriul din estul Turciei, care anterior era denumit Armenia (care avea o populație armeană considerabilă înainte de genocidul armean), drept o "impunere ahistorică" și notează că un număr tot mai mare de literatură este incomod cu referirea la estul otoman ca "Anatolia de Est".
Cel mai înalt munte din Regiunea Anatolia de Est (și cel mai înalt vârf din Înalțimile Armene) este Muntele Ararat (5123 m). Râurile Eufrat, Aras, Karasu și Murat leagă Înalțimile Armene de Caucazul de Sud și Valea Superioară a Eufratului. Alături de râul Çoruh, aceste râuri sunt cele mai lungi din Regiunea Anatolia de Est.

## Etimologie
Numele în limba engleză Anatolia derivă din grecescul Ἀνατολή (Anatolḗ) care înseamnă „Estul” și desemnează (din punctul de vedere al grecilor) regiunile estice în general. Cuvântul grec se referă la direcția în care răsare soarele, provenind din ἀνατέλλω (anatello) „(eu) mă ridic”, comparabil cu termeni din alte limbi, cum ar fi „levant” din latinul levo „a se ridica”, „orient” din latinul orior „a răsări, a proveni”, ebraicul מִזְרָח (mizrach) „est” din זָרַח (zarach) „a răsări, a străluci”, aramaicul מִדְנָח (midnah) din דְּנַח (denah) „a răsări, a străluci”.
Utilizarea denumirilor anatoliene a variat de-a lungul timpului, poate referindu-se inițial la coloniile aeoliene, ioniene și doriene situate de-a lungul coastelor estice ale Mării Egee, dar și la regiunile estice în general. O astfel de utilizare a denumirilor anatoliene a fost folosită în timpul domniei împăratului roman Dioclețian (284-305), care a creat Dioceza de Est, cunoscută în greacă sub numele de Dioceza Estică, dar complet nelegată de regiunile din Asia Mică. În cea mai largă extindere teritorială, denumirile anatoliene au fost folosite în timpul domniei împăratului roman Constantin I (306-337), care a creat Prefectura Pretoriană a Estului, cunoscută în greacă sub numele de Prefectura de Est, cuprinzând toate regiunile estice ale Imperiului Roman Târziu și extinzându-se de la Tracia până la Egipt.
Abia după pierderea altor regiuni estice în timpul secolului al VII-lea și reducerea domeniilor estice bizantine la Asia Mică, acea regiune a devenit singura parte rămasă din Estul bizantin și astfel a fost denumită în mod obișnuit (în greacă) ca partea estică a Imperiului. În același timp, a fost creată Tema Anatolică (Ἀνατολικὸν θέμα / „tema estică”), ca provincie (temă) care acoperea părțile de vest și centrale ale Regiunii Anatolia Centrală din Turcia de astăzi, centrată în jurul orașului Iconium, dar guvernată din orașul Amorium.
Forma latinizată „Anatolia”, cu terminația sa -ia, este probabil o inovație din latina medievală. Forma modernă turcească Anadolu derivă direct din numele grecesc Aνατολή (Anatolḗ). Numele masculin rus Anatoly, francezul Anatole și simplul Anatol, toate derivând de la sfinții Anatolius din Laodicea (d. 283) și Anatolius din Constantinopol (d. 458; primul Patriarh al Constantinopolului), împărtășesc aceeași origine lingvistică.

## Nume
Informații suplimentare: Schimbările denumirilor de locuri în Turcia
Cel mai vechi nume cunoscut pentru orice regiune din Anatolia este legat de zona sa centrală, cunoscută sub numele de „Țara Hatti” – o denumire care a fost inițial folosită pentru teritoriul vechilor hattiți, dar care mai târziu a devenit cel mai comun nume pentru întregul teritoriu sub stăpânirea vechilor hitiți.
Primul nume înregistrat pe care grecii l-au folosit pentru peninsula anatoliană, deși nu foarte popular la acea vreme, a fost Ἀσία (Asía), poate dintr-o expresie akkadiană pentru „răsărit” sau posibil reflectând numele ligii Assuwa în vestul Anatoliei. Romanii l-au folosit ca nume pentru provincia lor, cuprinzând vestul peninsulei plus insulele egeene din apropiere. Pe măsură ce numele „Asia” și-a extins scopul pentru a se referi la regiunea vastă de la est de Marea Mediterană, unii greci din Antichitatea târzie au început să folosească numele Asia Minor (Μικρὰ Ἀσία, Mikrà Asía), însemnând „Asia Mică” pentru a se referi la Anatolia de azi, în timp ce administrația Imperiului prefera descrierea Ἀνατολή (Anatolḗ; lit. „Estul”).
Endonimul Ῥωμανία (Rōmanía „țara romanilor, adică Imperiul Roman de Răsărit”) a fost înțeles ca un alt nume pentru provincie de către turcii selgiucizi invadatori, care au fondat Sultanatul Rûm în 1077. Astfel, (țara) Rûm a devenit un alt nume pentru Anatolia. Până în secolul al XII-lea, europenii au început să se refere la Anatolia ca Turchia.
În era Imperiului Otoman, mulți cartografi se refereau la platoul muntos din estul Anatoliei ca Armenia. Alte surse contemporane numeau aceeași zonă Kurdistan. Geografii au folosit denumirile Platoul Anatolian de Est, Platoul Armeniei și Platoul Iranian pentru a se referi la regiune; primele două se suprapun în mare măsură. În timp ce o definiție standard a Anatoliei se referă la întreaga parte asiatică a Turciei, conform arheologului Lori Khatchadourian, această diferență de terminologie „rezultă în principal din schimbările politice și traiectoriile culturale ale regiunii de la sfârșitul secolului al XIX-lea”.
Primul Congres de Geografie al Turciei din 1941 a creat două regiuni geografice ale Turciei la est de linia Golfului Iskenderun-Marea Neagră, Regiunea Anatolia de Est și Regiunea Anatolia de Sud-Est, prima corespunzând în mare parte părții vestice a Platoului Armeniei, cea de-a doua părții nordice a câmpiei Mesopotamiene. Conform lui Richard Hovannisian, această schimbare a toponimelor a fost „necesară pentru a ascunde toate dovezile” prezenței armene ca parte a politicii de negare a genocidului armean întreprinsă de noul guvern turc și de ceea ce Hovannisian numește „colaboratorii săi externi”.

## Istorie
Articol principal: Istoria Anatoliei

### Anatolia preistorică

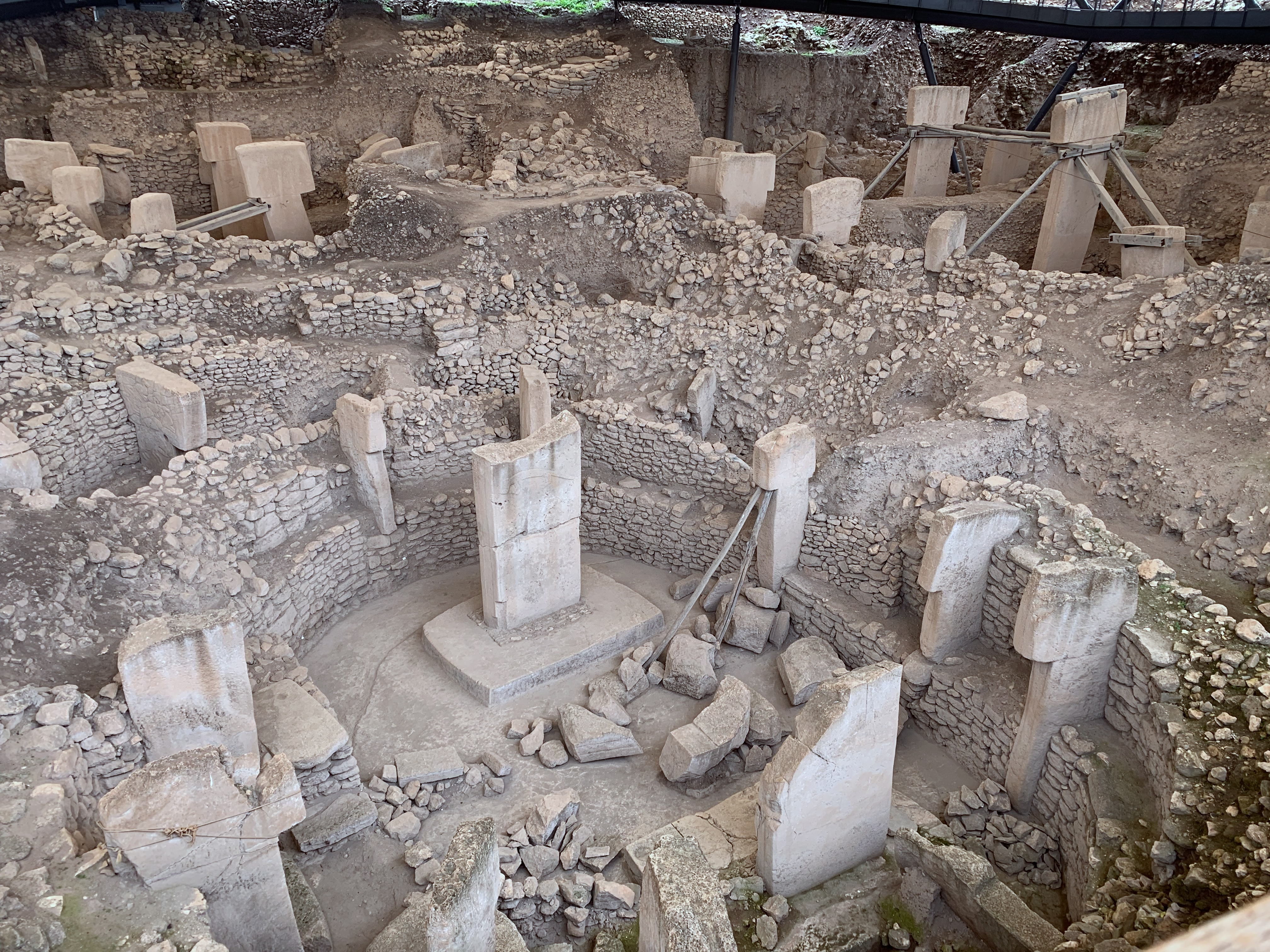
Hengele din Göbekli Tepe au fost construite încă din 9600 î.Hr.

Articol principal: Anatolia preistorică
Habitatul uman în Anatolia datează din Paleolitic. Așezările neolitice includ Çatalhöyük, Çayönü, Nevali Cori, Așıklı Höyük, Boncuklu Höyük, Hacilar, Göbekli Tepe, Norșuntepe, Köșk Höyük și Yumuktepe. Çatalhöyük (7.000 î.e.n.) este considerată cea mai avansată dintre acestea. Anatolia neolitică a fost propusă ca locul de origine al familiei de limbi indo-europene, deși lingviștii tind să favorizeze o origine mai târzie în stepele din nordul Mării Negre. Totuși, este clar că limbile anatoliene, cea mai veche ramură atestată a indo-europenelor, au fost vorbite în Anatolia cel puțin din secolul al XIX-lea î.e.n.
Progresele recente în arheogenetică au confirmat că răspândirea agriculturii din Orientul Mijlociu către Europa a fost puternic corelată cu migrația timpurie a fermierilor din Anatolia în urmă cu aproximativ 9.000 de ani și nu a fost doar un schimb cultural. Fermierii neolitici anatolieni au derivat o parte semnificativă a ascendenței lor de la vânătorii-culegători anatolieni, sugerând că agricultura a fost adoptată in situ de acești vânători-culegători și nu s-a răspândit prin difuzie demică în regiune.

### Anatolia antică
Articole principale: Listă a regatelor antice din Anatolia și a regiunilor antice din Anatolia
Cele mai vechi date istorice legate de Anatolia apar în timpul Epocii Bronzului și continuă pe parcursul Epocii Fierului. Cea mai veche perioadă din istoria Anatoliei se întinde de la apariția vechilor hattiți până la cucerirea Anatoliei de către Imperiul Ahemenid în secolul al VI-lea î.e.n.

#### Hitiții și hurienii
Articole principale: Hitiți și hurienii
Cele mai vechi populații atestate istoric în Anatolia au fost hitiții din centrul Anatoliei și hurienii mai la est. Hattiții erau un popor indigen, cu centrul principal în orașul Hattush. Afiliația limbii hattiene rămâne neclară, în timp ce limba hurriană aparține unei familii distincte de limbi hurro-uratice. Toate aceste limbi sunt dispărute; au fost propuse relații cu limbile indigene din Caucaz, dar nu sunt în general acceptate. Regiunea a devenit celebră pentru exportul de materii prime. Comerțul organizat între Anatolia și Mesopotamia a început să apară în perioada Imperiului Akkadian și a continuat și s-a intensificat în perioada Imperiului Asirian Vechi, între secolele al XXI-lea și al XVIII-lea î.Hr. Negustorii asirieni aduceau cositor și textile în schimbul cuprului, argintului sau aurului. Înregistrările cuneiforme, datate în jurul secolului al XX-lea î.Hr., găsite în Anatolia la colonia asiriană Kanesh, folosesc un sistem avansat de computații comerciale și linii de credit.

#### Anatolia Hitită (secolele XVIII - XII î.Hr.)
Articol principal: Hitiți

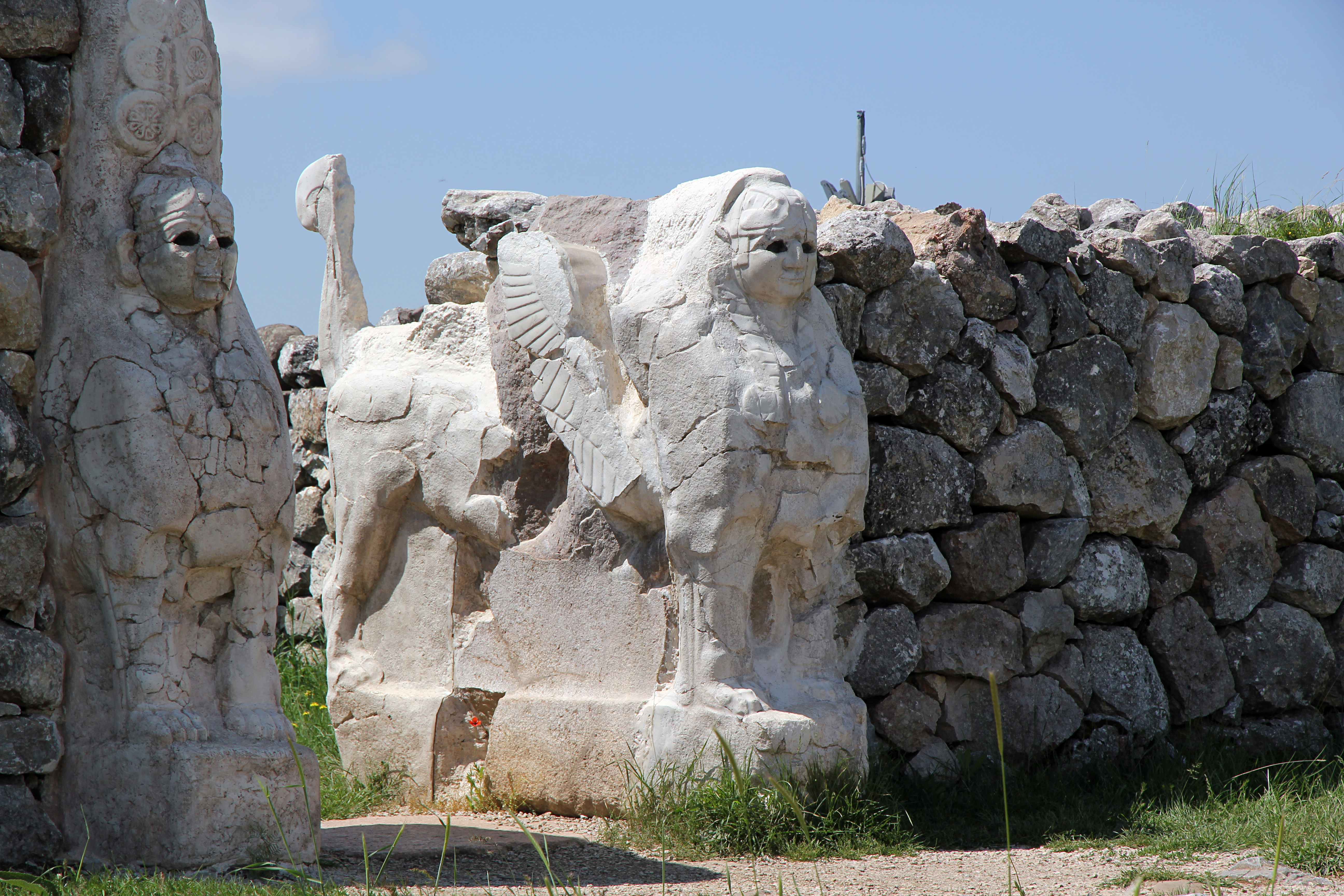
Poarta Sfinxului din Hattușa

Spre deosebire de akkadieni și asirieni, ale căror posturi de comerț din Anatolia erau periferice față de teritoriile lor centrale din Mesopotamia, hitiții erau concentrați în Hattusa (azi Boğazkale) în nordul-central al Anatoliei începând cu secolul al XVII-lea î.Hr. Ei vorbeau o limbă indo-europeană, limba hitită, sau nesili (limba de la Nesa) în hitită. Hitiții au avut originea în culturi antice locale care s-au dezvoltat în Anatolia, pe lângă sosirea limbilor indo-europene. Atestați pentru prima dată în tabletele asiriene de la Nesa în jurul anului 2000 î.Hr., au cucerit Hattusa în secolul al XVIII-lea î.Hr., impunându-se asupra populațiilor vorbitoare de hitită și hurrită. Conform teoriei larg acceptate a Kurganului despre patria proto-indo-europeană, însă, hitiții (alături de ceilalți anatolieni antici indo-europeni) erau ei înșiși imigranți relativ recenți în Anatolia din nord. Cu toate acestea, nu au neapărat înlocuit populația genetic; s-au asimilat în cultura popoarelor anterioare, păstrând limba hitită.
Hititii au adoptat scrierea cuneiformă mesopotamiană. În Epoca Bronzului Târziu, Noul Regat Hitit (aproximativ 1650 î.Hr.) a fost fondat, devenind un imperiu în secolul al XIV-lea î.Hr. după cucerirea Kizzuwatnei în sud-est și înfrângerea ligii Assuwa în vestul Anatoliei. Imperiul și-a atins apogeul în secolul al XIII-lea î.Hr., controlând mare parte din Asia Mică, nord-vestul Siriei și nord-vestul Mesopotamiei superioare. Cu toate acestea, avansul hitit spre coasta Mării Negre a fost oprit de cazcienii seminomazi și tribali, un popor neindo-european care anterior îi alungase pe indo-europenii vorbitori de palaic. Mare parte din istoria Imperiului Hitit a implicat războiul cu imperiile rivale ale Egiptului, Asiriei și Mitanni.
Egiptenii antici s-au retras în cele din urmă din regiune după ce au eșuat în a obține avantajul asupra hitiților și au devenit prudenți în privința puterii Asiriei, care distrusese Imperiul Mitanni. Asirienii și hitiții au rămas apoi să lupte pentru controlul Anatoliei de est și de sud și teritoriile coloniale din Siria. Asirienii au avut mai mult succes decât egiptenii, anexând mult teritoriu hitit (și hurrian) în aceste regiuni.

#### Anatolia post-hitită (secolele XII - VI î.Hr.)

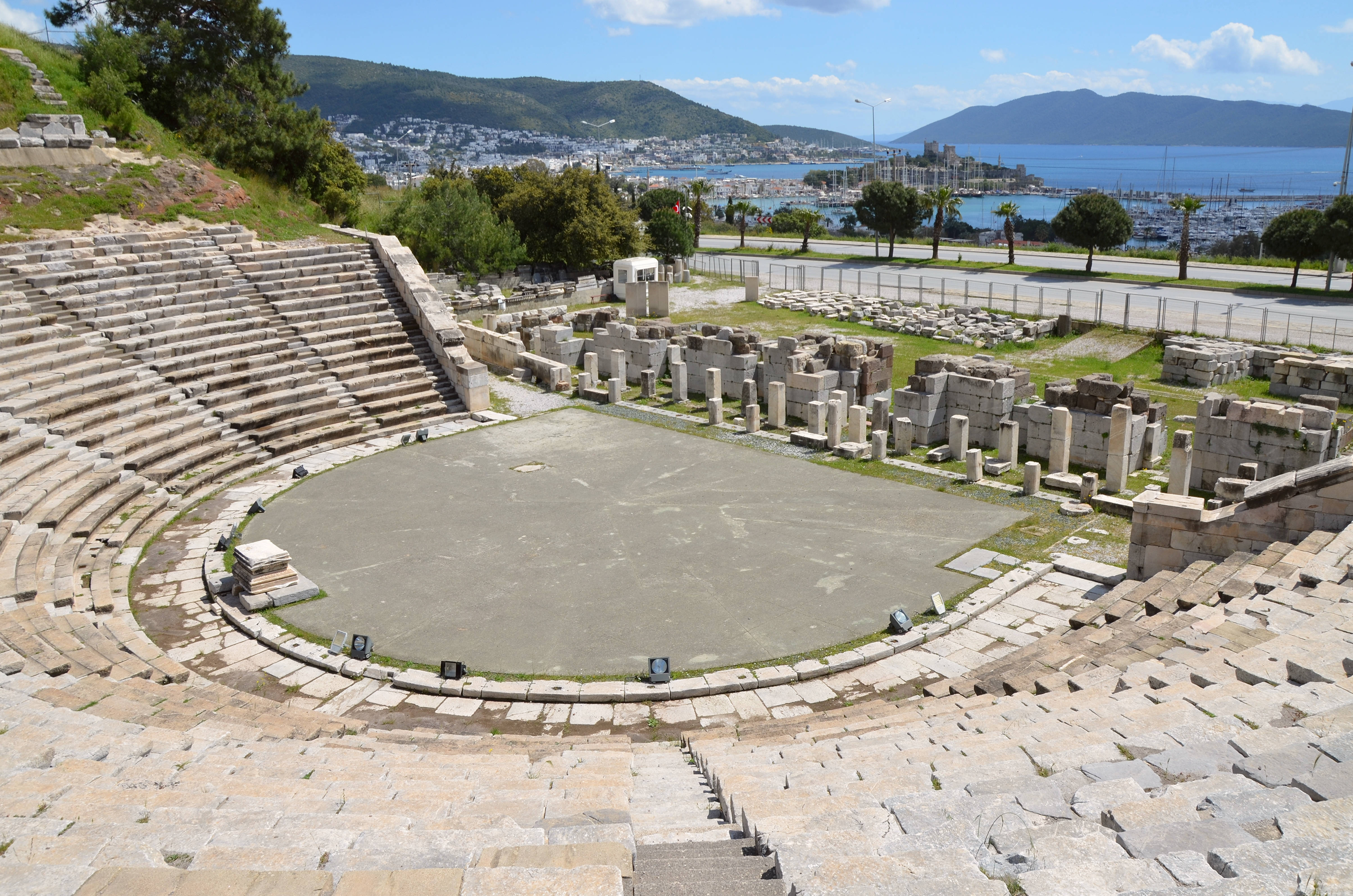
Teatrul din Halicarnas (actualul Bodrum) a fost construit în secolul al IV-lea î.Hr. de Mausolos, satrapul persan (guvernator) al Cariei. Mausoleul din Halicarnas a fost una dintre Cele Șapte Minuni ale Lumii Antice.

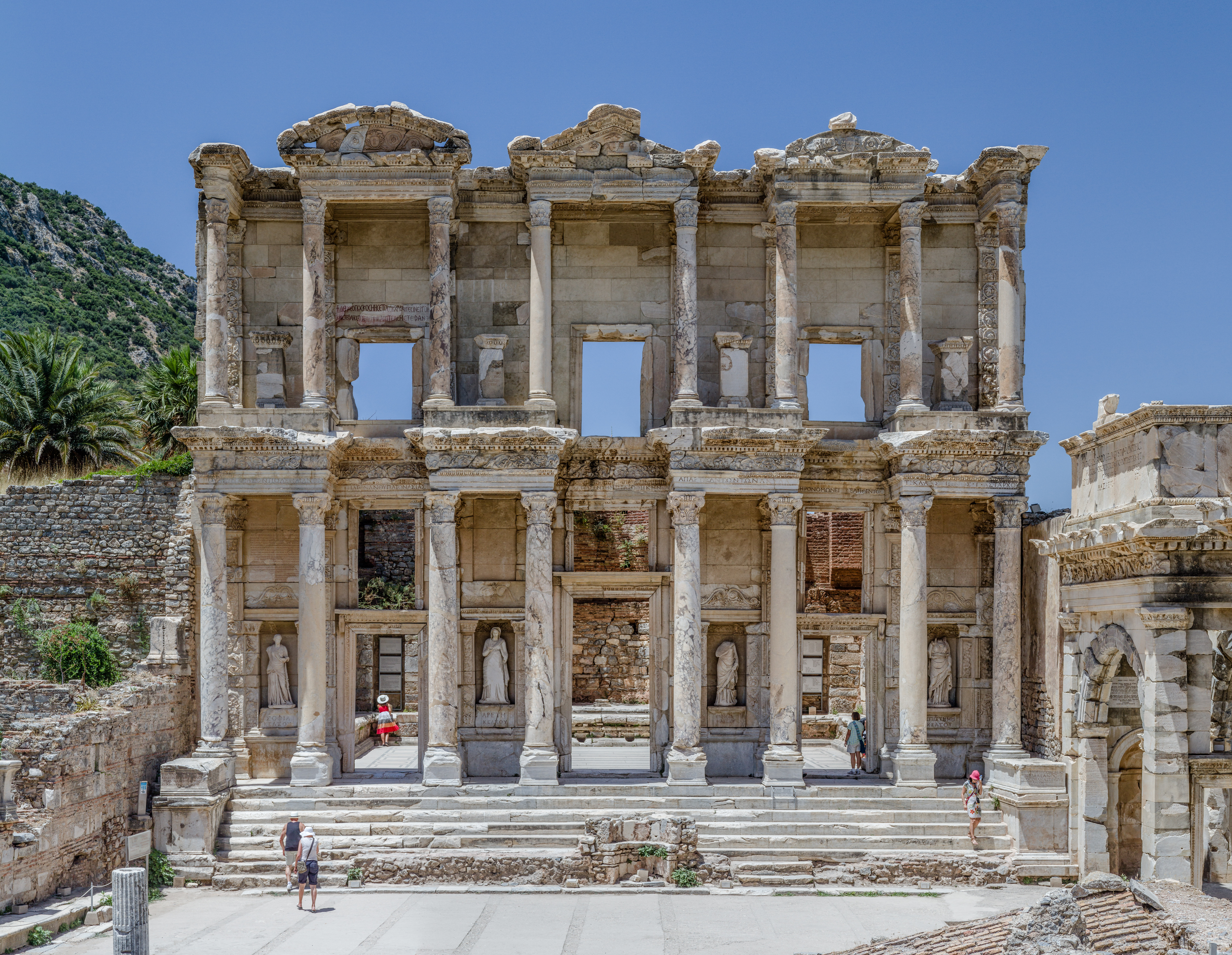
Biblioteca lui Celsus din Efes a fost construită de romani între anii 114-117. Templul zeiței Artemis din Efes, construit de regele Cresus al Lydiei în secolul al VI-lea î.Hr., a fost una dintre Cele Șapte Minuni ale Lumii Antice.

După anul 1180 î.Hr., în timpul colapsului din Epoca Bronzului Târziu, Imperiul Hitit s-a dezintegrat în mai multe state independente siro-hitite, după ce a pierdut mult teritoriu în fața Imperiului Asirian de Mijloc și a fost în cele din urmă invadat de frigieni, un alt popor indo-european despre care se crede că a migrat din Balcani. Expansiunea frigiană în sud-estul Anatoliei a fost în cele din urmă oprită de asirieni, care controlau acea regiune.

##### Luwienii
Un alt popor indo-european, luwienii, a devenit proeminent în Anatolia centrală și de vest în jurul anului 2000 î.Hr. Limba lor aparținea aceleași ramuri lingvistice ca și hitita. Consensul general printre savanți este că limba luwiană era vorbită pe o arie largă a Anatoliei de vest, inclusiv (posibil) în Wilusa (Troia), Țara râului Seha (care se identifică cu valea Hermos și/sau Kaikos) și regatul Mira-Kuwaliya cu teritoriul său central în valea Maeander. Din secolul al IX-lea î.Hr., regiunile luwiene s-au coalizat în mai multe state, cum ar fi Lidia, Caria și Licia, toate având influență elenică.

##### Arameii
Arameii au invadat granițele Anatoliei central-sudice în secolul sau ceva mai mult după căderea Imperiului Hitit, iar unele dintre statele siro-hitite din această regiune au devenit un amalgam de hititi și aramei. Acestea au devenit cunoscute ca state siro-hitite.

##### Imperiul Neo-Asirian
Între secolele al X-lea și sfârșitul secolului al VII-lea î.Hr., mare parte din Anatolia (în special regiunile sud-estice) a căzut sub stăpânirea Imperiului Neo-Asirian, incluzând toate statele siro-hitite, Tabal, Commagene, cimerienii și sciții, precum și porțiuni din Cappadocia.

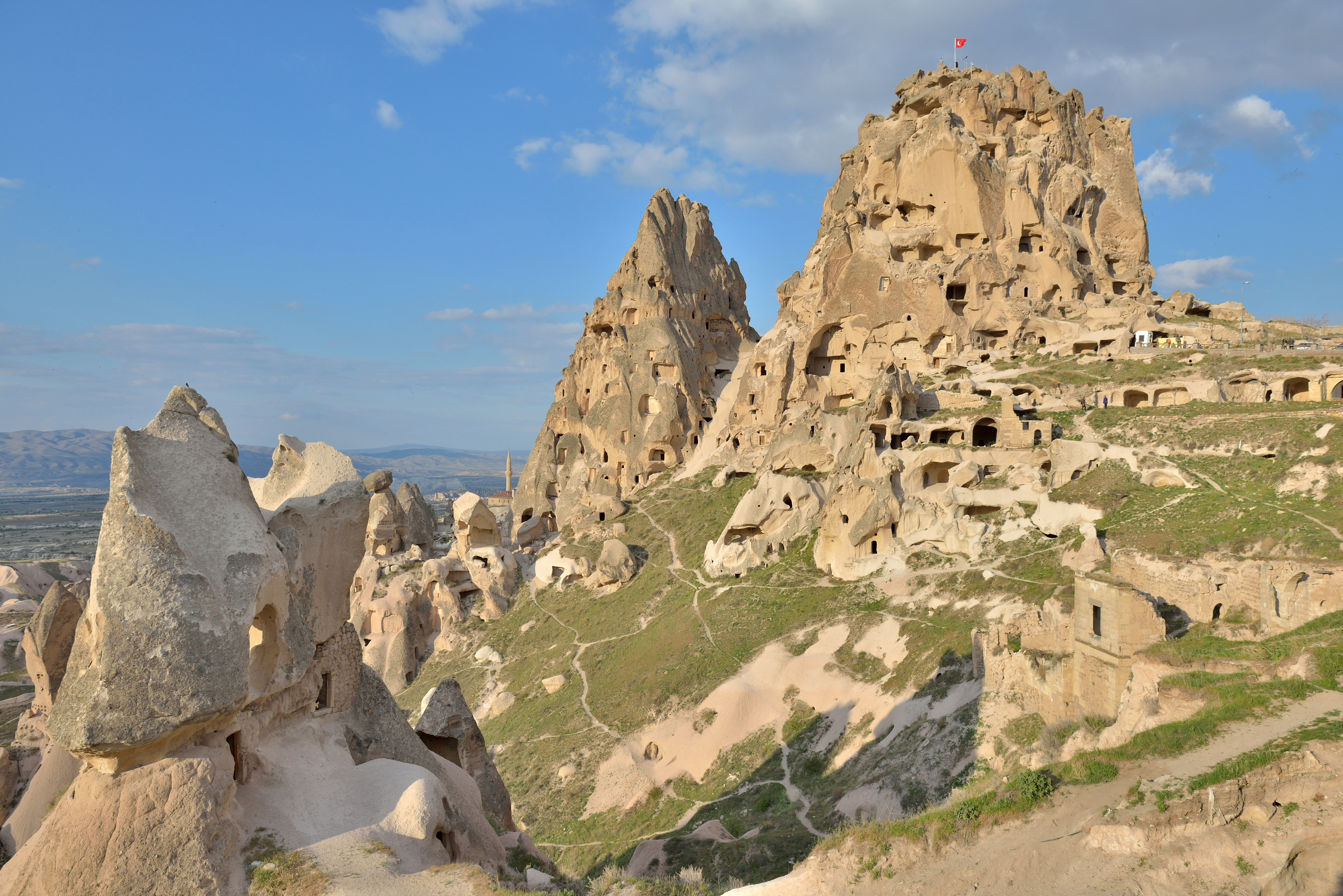
Hornurile Zânelor din Cappadocia

Imperiul Neo-Asirian s-a prăbușit din cauza unei serii de războaie civile amarnice, urmate de un atac combinat al mezilor, perșilor, sciților și rudelor lor babiloniene. Ultimul oraș asirian care a căzut a fost Harran, în sud-estul Anatoliei. Acest oraș a fost locul de naștere al ultimului rege al Babilonului, asirianul Nabonid și al fiului său și regentului Belșațar. Mare parte din regiune a trecut apoi sub stăpânirea Imperiului Mediei, bazat în Iran, de scurtă durată, iar babilonienii și sciții au preluat temporar unele teritorii.

##### Invaziile cimeriene și scitice
Începând cu sfârșitul secolului al VIII-lea î.Hr., un nou val de invadatori vorbitori de limbi indo-europene a intrat în nordul și nord-estul Anatoliei: cimerienii și sciții. Cimerienii au devastat Frigia, iar sciții au amenințat să facă același lucru cu Urartu și Lydia, înainte de a fi în cele din urmă opriți de asirieni.

##### Prezența timpurie a grecilor

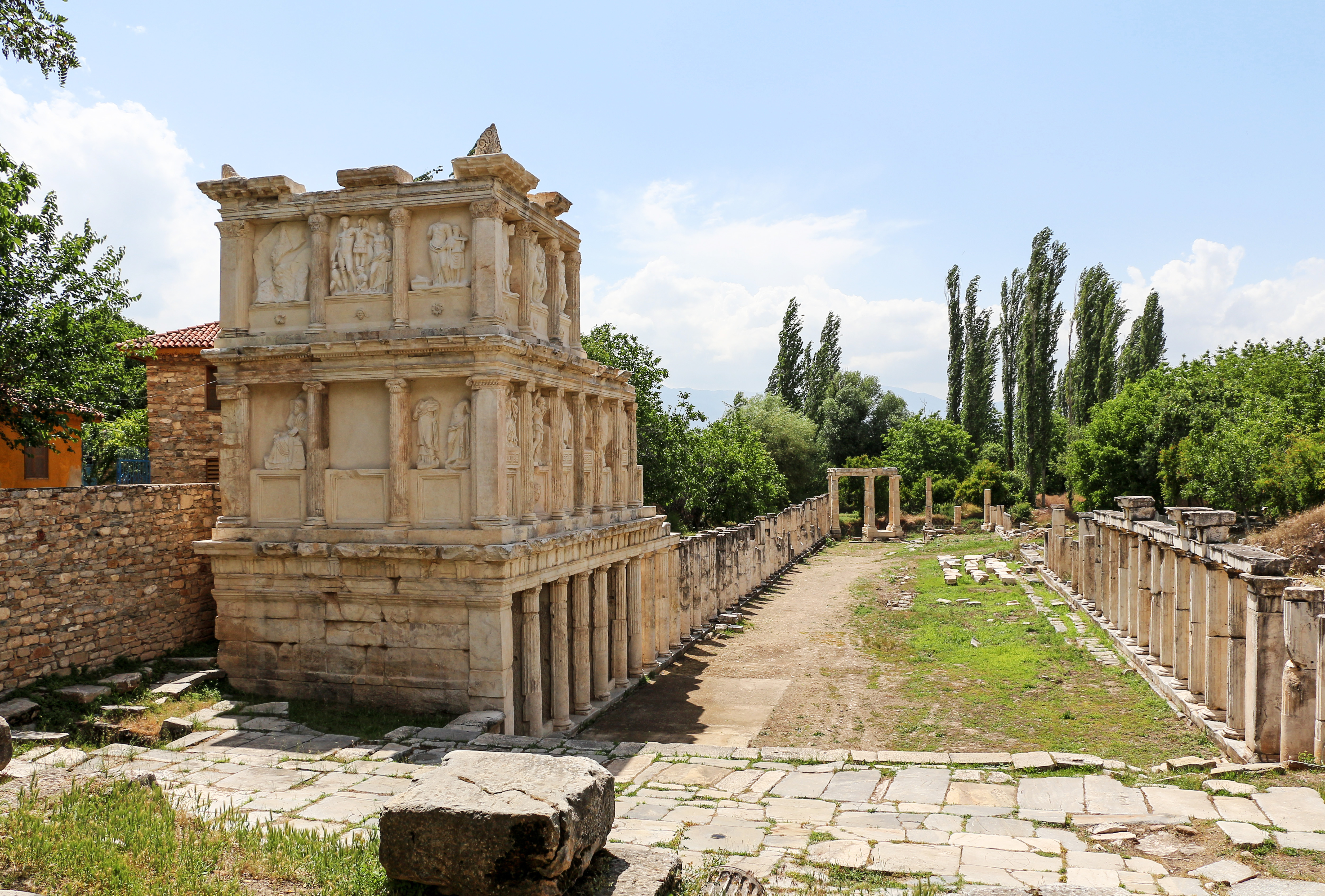
Sebasteion in Aphrodisias

Coasta nord-vestică a Anatoliei a fost locuită de grecii din cultura aheeano-miceniană începând cu secolul al XX-lea î.Hr., fiind înrudiți cu grecii din sud-estul Europei și din zona Egeei. Începând cu colapsul Epocii Bronzului la sfârșitul mileniului al II-lea î.Hr., coasta vestică a Anatoliei a fost colonizată de grecii ionieni, care au preluat teritoriile grecilor micenieni anteriori. De-a lungul mai multor secole, numeroase orașe-state grecești antice au fost stabilite pe coastele Anatoliei. Grecii au pus bazele filosofiei occidentale pe coasta vestică a Anatoliei (filosofia pre-socratică).

### Anatolia clasică
Articol principal: Anatolia clasică

#### Antichitatea clasică în Anatolia
În antichitatea clasică, Anatolia era descrisă de istoricul grec Herodot și de alți istorici ulteriori ca fiind divizată în regiuni diverse din punct de vedere cultural, lingvistic și religios.
Regiunile nordice includeau Bitinia, Paflagonia și Pont. În vest se aflau Misia, Lydia și Caria, iar Lycia, Pamfilia și Cilicia aparțineau țărmului sudic. De asemenea, existau mai multe regiuni interne: Frigia, Cappadocia, Pisidia și Galatia.

#### Limbile vorbite
- Limbile anatolice târzii
- Isauriana și pisidiana
- Greaca în regiunile vestice și de coastă
- Frigiana, vorbită până în secolul al VII-lea e.n.
- Variante locale ale traciei în nord-vest
- Varianta galică galatiană în Galatia, până în secolul al VI-lea e.n.
- Capadociana în regiunea omonimă
- Armena în est
- Limbile kartveliene în nord-est[42][43][44][45][46][47]

#### Nașterea monedei bătute
Anatolia este cunoscută ca locul de naștere al monedei bătute (spre deosebire de moneda nebătută, care a apărut pentru prima dată în Mesopotamia cu mult timp înainte) ca mediu de schimb, undeva în secolul al VII-lea î.Hr. în Lydia. Utilizarea monedelor bătute a continuat să înflorească în perioadele greacă și romană.

#### Cucerirea persană și revolta ioniană
În secolul al VI-lea î.Hr., întreaga Anatolie a fost cucerită de Imperiul Persan Ahemenid, perșii uzurpându-i pe mezi ca dinastie dominantă a Persiei. În 499 î.Hr., orașele-stat ioniene de pe coasta vestică a Anatoliei s-au răsculat împotriva stăpânirii persane. Revolta Ioniană, cum a fost cunoscută, deși înăbușită, a inițiat Războaiele Greco-Persane, care s-au încheiat cu o victorie greacă în 449 î.Hr., iar orașele ioniene și-au recâștigat independența. Prin Pacea de la Antalcidas (387 î.Hr.), care a încheiat Războiul Corintian, Persia a recâștigat controlul asupra Ioniei.

#### Cucerirea lui Alexandru cel Mare

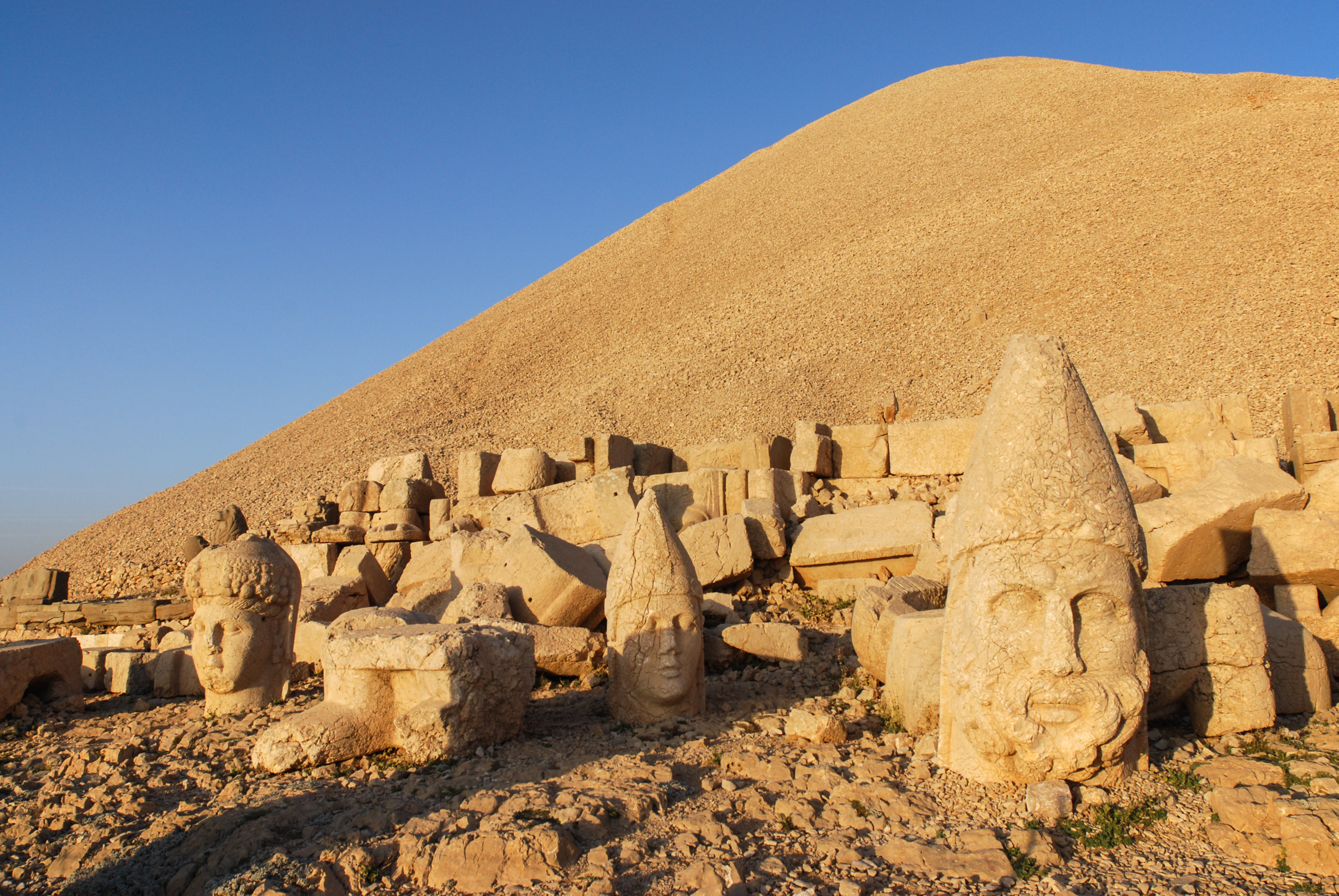
Sanctuarul Regilor Commagene de pe muntele Nemrut (secolul I î.Hr.)

În 334 î.Hr., regele macedonean Alexandru cel Mare a cucerit peninsula anatoliană de la Imperiul Persan Ahemenid. Cucerirea lui Alexandru a deschis interiorul Asiei Mici pentru colonizarea și influența greacă.
După moartea lui Alexandru cel Mare și destrămarea ulterioară a Imperiului Macedonean, Anatolia a fost guvernată de o serie de regate elenistice, precum Attalizii din Pergam și Seleucizii, cei din urmă controlând cea mai mare parte a Anatoliei. A urmat o perioadă de elenizare pașnică, astfel încât limbile anatoliene locale au fost înlocuite de limba greacă până în secolul I î.Hr. În 133 î.Hr., ultimul rege attalid și-a lăsat regatul Republicii Romane; Anatolia vestică și centrală a trecut sub control roman, dar cultura elenistică a rămas predominantă.
Mitridates al VI-lea, conducătorul Regatului Pontului din nordul Anatoliei, a purtat război împotriva Republicii Romane în anul 88 î.Hr. pentru a opri avansul hegemoniei romane în regiunea Mării Egee. Mitridates VI a încercat să domine Asia Mică și regiunea Mării Negre, purtând mai multe războaie dure, dar în cele din urmă nereușite (Războaiele Mithridatice) pentru a rupe dominația romană asupra Asiei și lumii elenice. El a fost numit cel mai mare conducător al Regatului Pontului. Alte anexări de către Roma, în special a Regatului Pontului de către Pompeius, au adus întreaga Anatolie sub control roman, cu excepția frontierei sud-estice cu Imperiul Part, care a rămas instabilă timp de secole, provocând o serie de conflicte militare care au culminat în Războaiele romano-parte (54 î.Hr. – 217 d.Hr.).

### Perioada creștină timpurie
Articole principale: Creștinismul ca religie de stat romană și Răspândirea creștinismului
Informații suplimentare: Creștinismul în Antichitatea târzie și Criza secolului al treilea

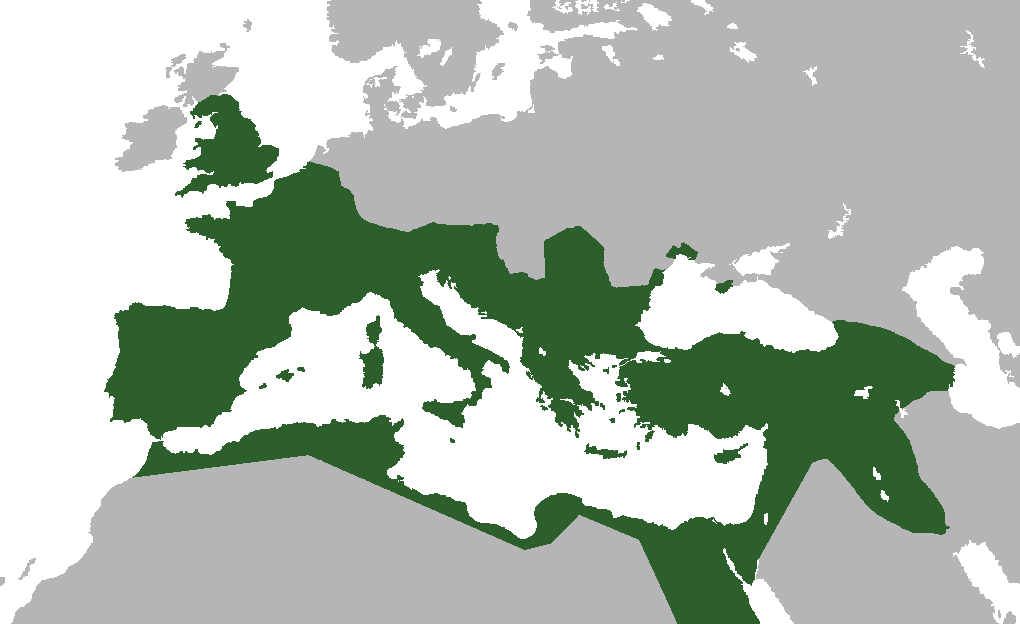
Imperiul Roman în anul 117 e.n. la cea mai mare întindere a sa, în momentul morții lui Traian.

După prima împărțire a Imperiului Roman, Anatolia a devenit parte a Imperiului Roman de Răsărit, cunoscut și sub numele de Imperiul Bizantin sau Bizanț. În secolul I e.n., Anatolia a devenit unul dintre primele locuri unde creștinismul s-a răspândit, astfel încât până în secolul al IV-lea e.n., Anatolia de vest și centrală era covârșitor creștină și vorbitoare de limbă greacă.
Anatolia bizantină era una dintre cele mai bogate și mai dens populate regiuni ale Imperiului Roman târziu. Bogăția Anatoliei a crescut în timpul secolelor al IV-lea și al V-lea, parțial datorită Drumului Pelerinilor care traversa peninsula. Dovezi literare despre peisajul rural provin din hagiografiile creștine ale lui Nicolae de Sion din secolul al VI-lea și ale lui Teodor de Sykeon din secolul al VII-lea. Centrele urbane mari și prospere ale Anatoliei bizantine includeau Assos, Efes, Milet, Niceea, Pergam, Priene, Sardis și Afrodisias.
De la mijlocul secolului al V-lea încolo, urbanismul a fost afectat negativ și a început să declină, în timp ce zonele rurale au atins niveluri de prosperitate fără precedent în regiune. Istoricii și savanții continuă să dezbată cauza declinului urban în Anatolia bizantină între secolele al VI-lea și al VII-lea, atribuindu-l diferitelor evenimente, precum Ciuma lui Iustinian (541), Războiul bizantino-sasanid (602–628) și invazia arabă a Levantului (634–638).

### Perioada medievală
Informații suplimentare: Anatolia bizantină
Vezi și: Lista statelor din Anatolia medievală târzie

Anatolia bizantină și zona de frontieră bizantino-arabă la mijlocul secolului al IX-lea

În cei 10 ani care au urmat Bătăliei de la Manzikert din 1071, selgiucizii turci din Asia Centrală au migrat în zone întinse din Anatolia, cu concentrații particulare în jurul marginii nord-vestice. Limba turcă și religia islamică au fost introduse treptat ca urmare a cuceririi selgiucide, iar această perioadă marchează începutul tranziției lente a Anatoliei de la o regiune predominant creștină și vorbitoare de limbă greacă, la una predominant musulmană și vorbitoare de limbă turcă (deși grupurile etnice precum armenii, grecii și asirienii au rămas numeroși și și-au păstrat creștinismul și limbile native). În secolul următor, bizantinii au reușit să-și reafirme controlul în Anatolia de vest și de nord. Controlul Anatoliei a fost apoi împărțit între Imperiul Bizantin și Sultanatul Selgiucizilor de Rûm, cu teritoriile bizantine fiind treptat reduse.
În 1255, mongolii au invadat estul și centrul Anatoliei, rămânând până în 1335. Garnizoana Ilhanatului a fost staționată lângă Ankara. După declinul Ilhanatului, între 1335 și 1353, moștenirea Imperiului Mongol în regiune a fost dinastia Uigură Eretna, care a fost răsturnată de Kadi Burhan al-Din în 1381.

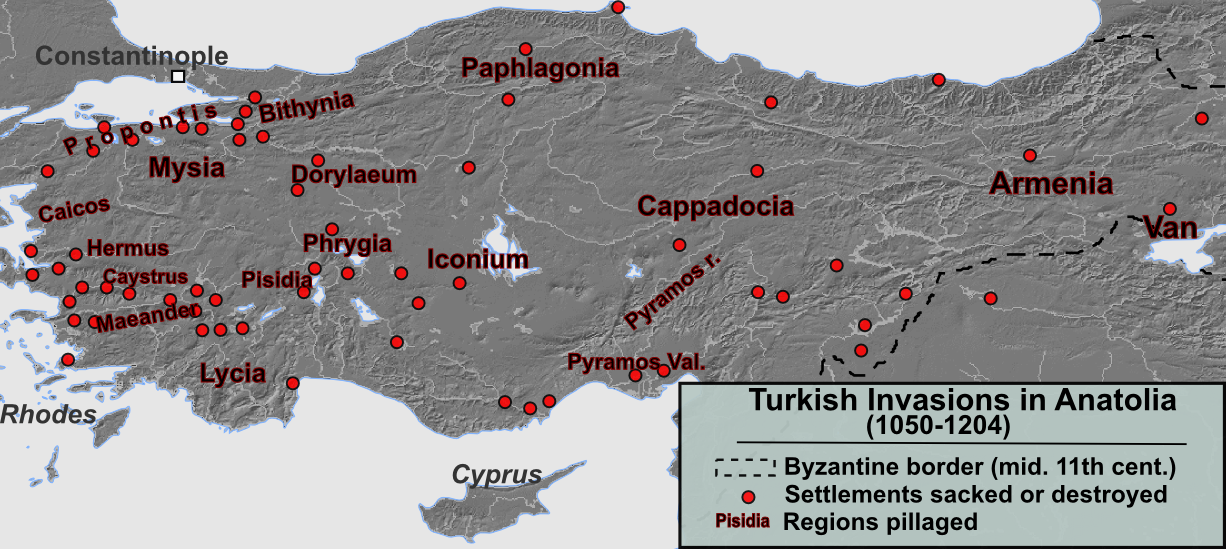
Așezările și regiunile afectate în timpul primei valuri de invazii turcești în Asia Mică (secolele XI–XIII)

Până la sfârșitul secolului al XIV-lea, cea mai mare parte a Anatoliei era controlată de diferite beilicuri anatoliene. Smyrna a căzut în 1330, iar ultimul bastion bizantin din Anatolia, Philadelphia, a căzut în 1390. Beilicurile turkmene erau sub controlul mongolilor, cel puțin nominal, prin intermediul sultanilor selgiucizi în declin. Beilicurile nu băteau monede în numele liderilor lor proprii în timp ce rămâneau sub suzeranitatea Ilhanizilor mongoli. Conducătorul Osmanli, Osman I, a fost primul conducător turc care a bătut monede în numele său în anii 1320; acestea poartă inscripția "Bătut de Osman fiul lui Ertugrul". Deoarece baterea monedelor era un prerogativ acordat în practica islamică doar unui suveran, se poate considera că Osmanlii, sau turcii otomani, au devenit formal independenți de hanatele mongole.

### Imperiul Otoman
Informații suplimentare: Imperiul Otoman

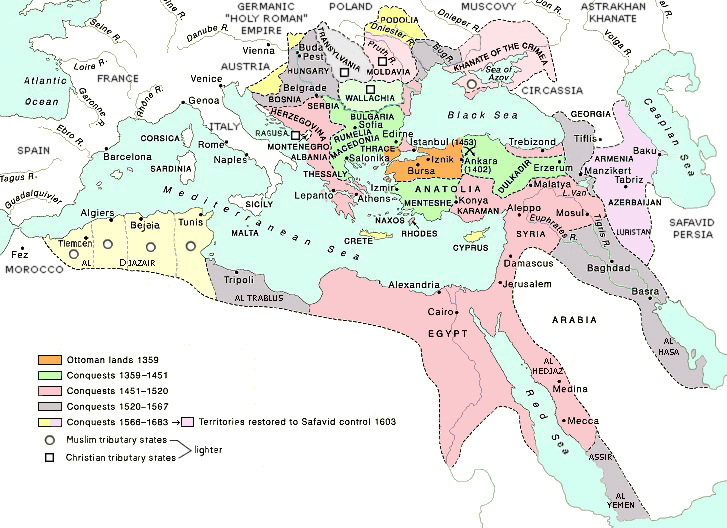
Evolutia teritoriala a Imperiului Otoman intre 1359 si 1683

Dintre liderii turci, otomanii au apărut ca o mare putere sub conducerea lui Osman I și a fiului său Orhan. Beilicurile anatoliene au fost absorbite treptat în Imperiul Otoman în ascensiune în timpul secolului al XV-lea. Nu se înțelege pe deplin cum Osmanlı, sau turcii otomani, au ajuns să-și domine vecinii, deoarece istoria Anatoliei medievale este încă puțin cunoscută. Otomanii au finalizat cucerirea peninsulei în 1517 prin capturarea Halicarnasului (actualul Bodrum) de la Cavalerii Sfântului Ioan.
În timpul acestei perioade, Imperiul Otoman a fost un centru vibrant al artei, literaturii și arhitecturii islamice. Moschei mari, precum Moscheea Süleymaniye și Moscheea Selimiye, au fost construite în această perioadă și au rămas repere arhitecturale importante până în prezent.
Otomanii au purtat mai multe războaie cu statele europene și cu alte imperii, cum ar fi Imperiul Safavid din Persia și Imperiul Habsburgic. Bătălia de la Mohács din 1526 a fost un eveniment semnificativ, în urma căruia Otomanii au extins controlul asupra Ungariei.
În secolul al XVII-lea, Imperiul Otoman a început să se confrunte cu probleme economice și sociale, cum ar fi creșterea corupției și stagnarea economică. S-au încercat reforme pentru a revitaliza imperiul, cum ar fi reformele Tanzimat din secolul al XIX-lea, care au introdus mai multe schimbări în administrație, economie și drept.

### Epoca modernă
Mai multe informații: Istoria Turciei

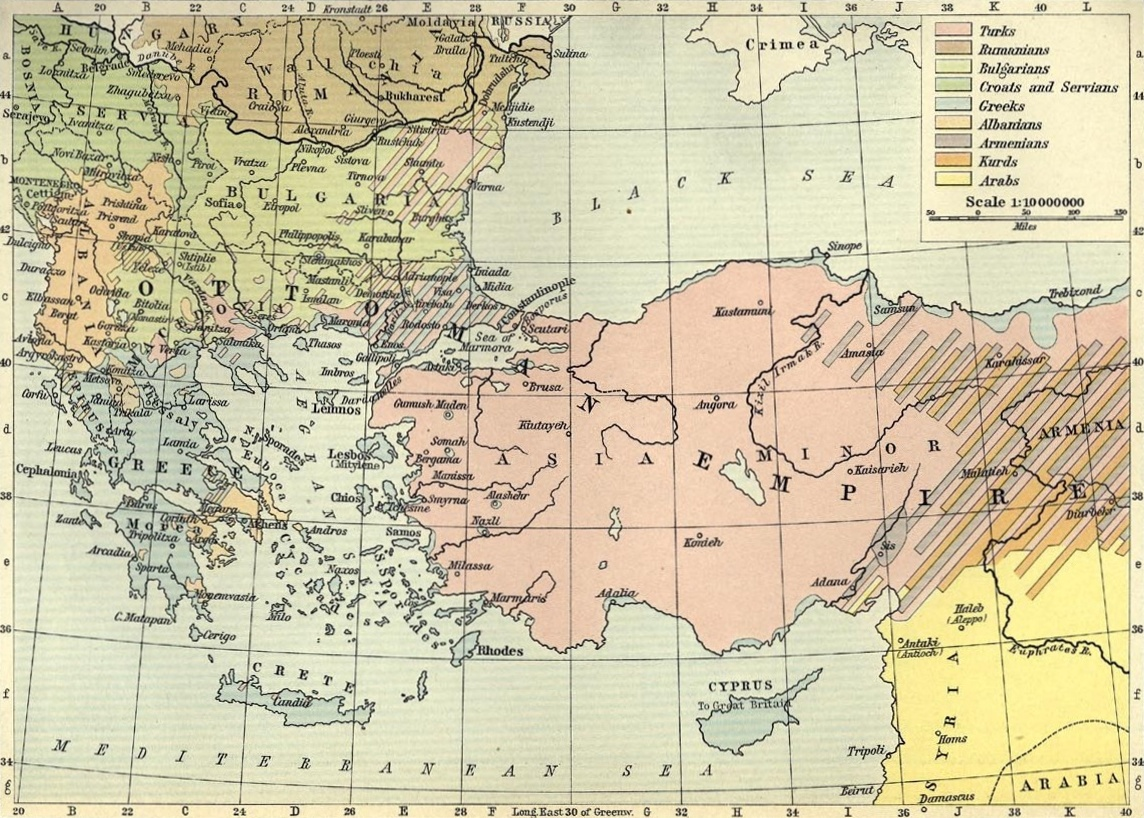
Harta etnică a Asiei Mici în 1905-06

Odată cu accelerarea declinului Imperiului Otoman la începutul secolului al XIX-lea și ca rezultat al politicii expansioniste a Imperiului Rus în Caucaz, multe națiuni și grupuri musulmane din acea regiune, în special cerchezieni, tătari, azeri, lezgini, ceceni și mai multe grupuri turcice și-au părăsit locurile natale și s-au stabilit în Anatolia. Pe măsură ce Imperiul Otoman a continuat să se retragă din regiunile balcanice și apoi s-a fragmentat în timpul Războaielor Balcanice, o mare parte din populațiile non-creștine din fostele sale posesiuni, în special musulmanii din Balcani (bosniaci, albanezi, turci, bulgari musulmani și musulmanii greci precum valahii din Macedonia greacă), au fost reașezați în diverse părți ale Anatoliei, în mare parte în fostele sate creștine din Anatolia.
A avut loc o migrație inversă continuă începând cu începutul secolului al XIX-lea, când grecii din Anatolia, Constantinopol și zona Pontus au migrat către noul stat independent al Greciei, dar și către Statele Unite, partea de sud a Imperiului Rus, America Latină și restul Europei.
În urma Tratatului ruso-persan de la Turkmenchay (1828) și a încorporării Armeniei de Est în Imperiul Rus, o altă migrație a implicat marele număr de armeni din Anatolia, care au înregistrat rate semnificative de migrație din Armenia de Vest (Anatolia de Est) către Imperiul Rus, în special către noile sale provincii armenești.
Anatolia a rămas multietnică până la începutul secolului al XX-lea (vezi ascensiunea naționalismului sub Imperiul Otoman). În timpul Primului Război Mondial, genocidul armean, genocidul grec (în special în Pontus) și genocidul asirian au eliminat aproape în întregime comunitățile indigene antice ale populațiilor armeană, greacă și asiriană din Anatolia și regiunile înconjurătoare. În urma Războiului greco-turc din 1919–1922, cea mai mare parte din grecii anatolieni rămași au fost forțați să plece în cadrul schimbului de populație din 1923 între Grecia și Turcia. Din cei rămași, cei mai mulți au părăsit Turcia de atunci, astfel încât mai puțin de 5.000 de greci trăiesc astăzi în Anatolia.

## Geografie

### Geologie

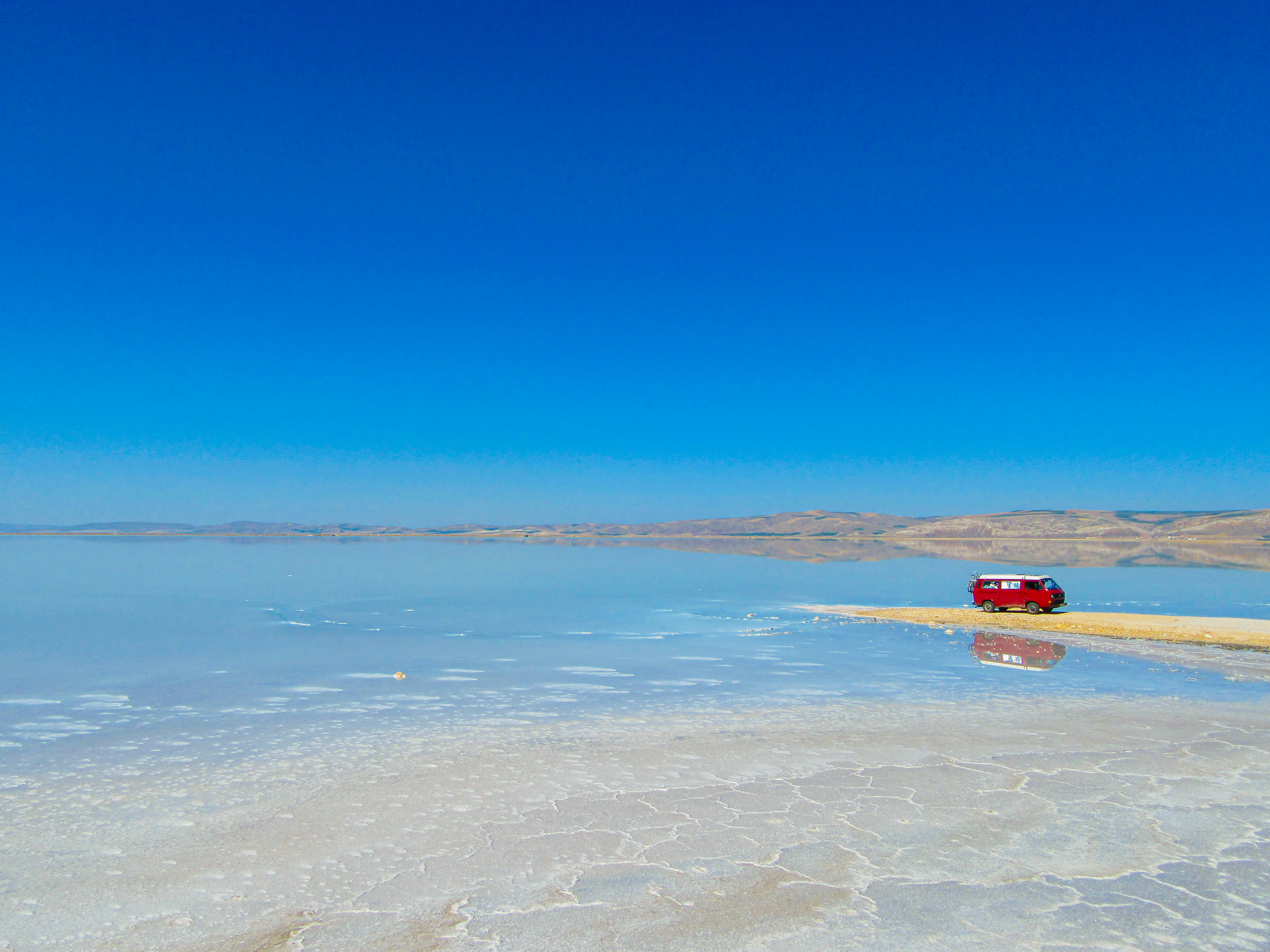
Malurile sărate ale Lacului Tuz

Relieful Anatoliei este structural complex. Un masiv central compus din blocuri ridicate și jgheaburi pliate, acoperit de depozite recente și având aspectul unui platou cu teren accidentat, este încadrat între două lanțuri montane pliate care converg în est. Adevăratele zone de șes sunt limitate la câteva fâșii costiere înguste de-a lungul coastelor Mării Egee, Mediterane și Mării Negre. Terenul plat sau ușor înclinat este rar și se găsește în mare parte în deltele râului Kızıl, în câmpiile costiere din Çukurova și în fundurile văilor râurilor Gediz și Büyük Menderes, precum și în unele câmpii înalte din interiorul Anatoliei, în principal în jurul Lacului Tuz (Lacul Sărat) și în Bazinul Konya (Konya Ovasi).
Există două lanțuri montane în sudul Anatoliei: Munții Taurus și Munții Zagros.

### Climat
Anatolia are o gamă variată de climate. Platoul central este caracterizat de un climat continental, cu veri fierbinți și ierni reci și cu zăpadă. Coastele de sud și vest beneficiază de un climat tipic mediteranean, cu ierni blânde și ploioase și veri calde și uscate. Coastele Mării Negre și ale Mării Marmara au un climat oceanic temperat, cu veri calde și cețoase și precipitații abundente pe tot parcursul anului.
Articol principal: Clima Turciei

Temperaturile Anatoliei
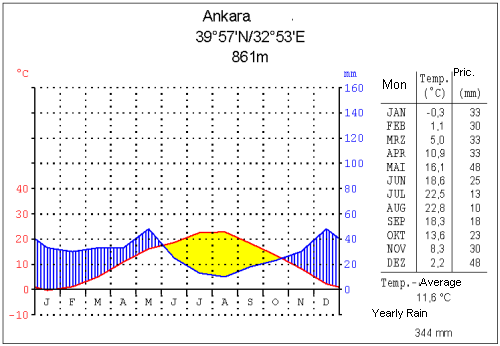
Ankara (Anatolia centrală)
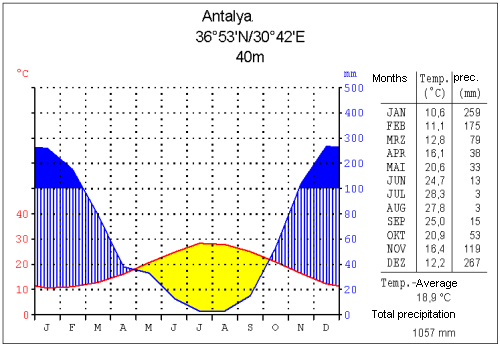
Antalya (Anatolia sudică)
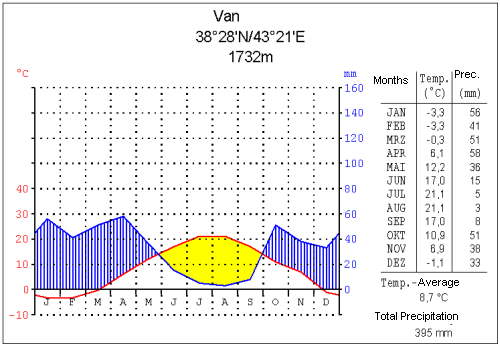
Van (Anatolia estică)

### Ecoregiuni

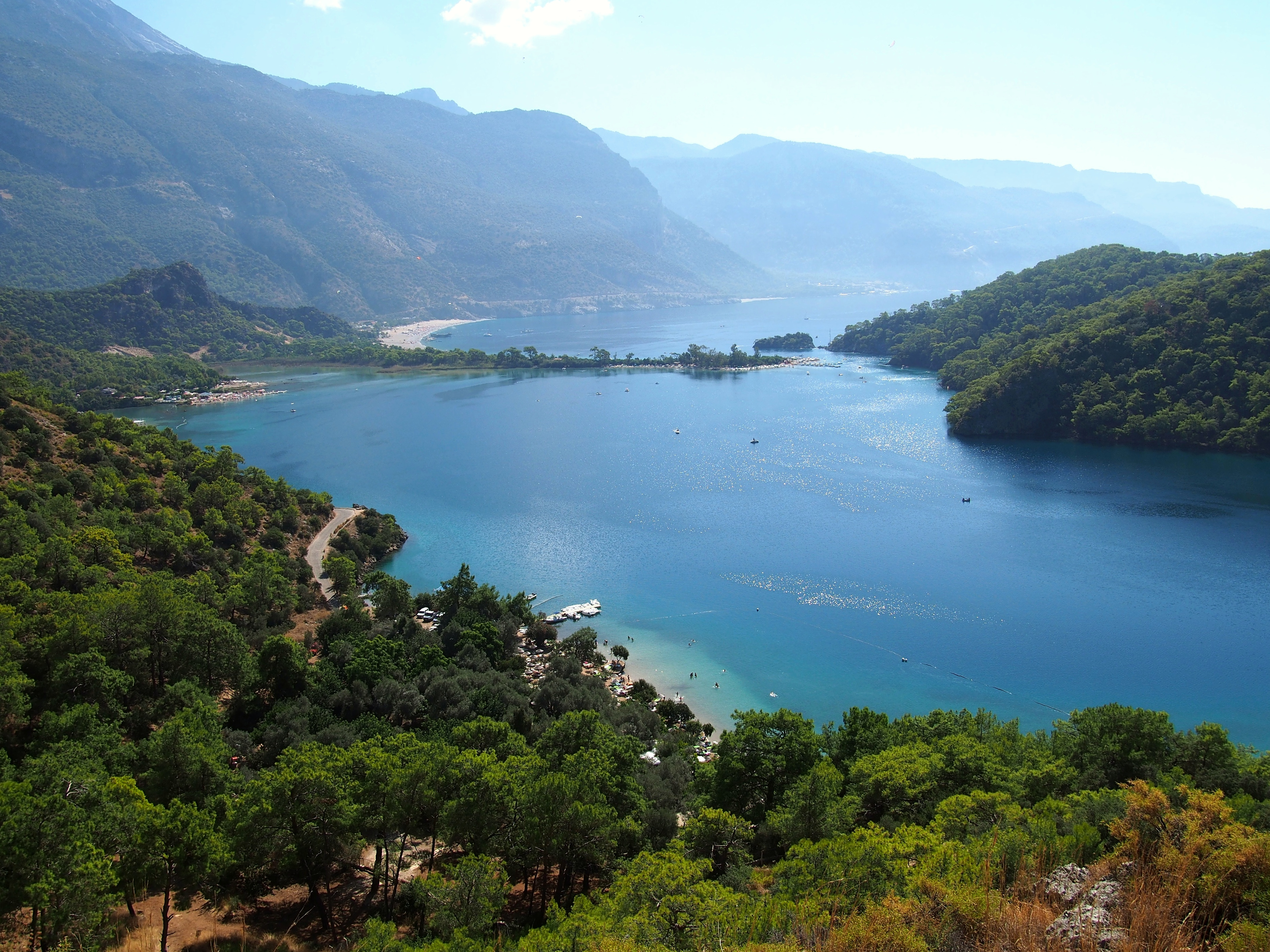
„Climatul mediteranean este predominant în Riviera turcească.”

Există o diversitate de comunități de plante și animale.

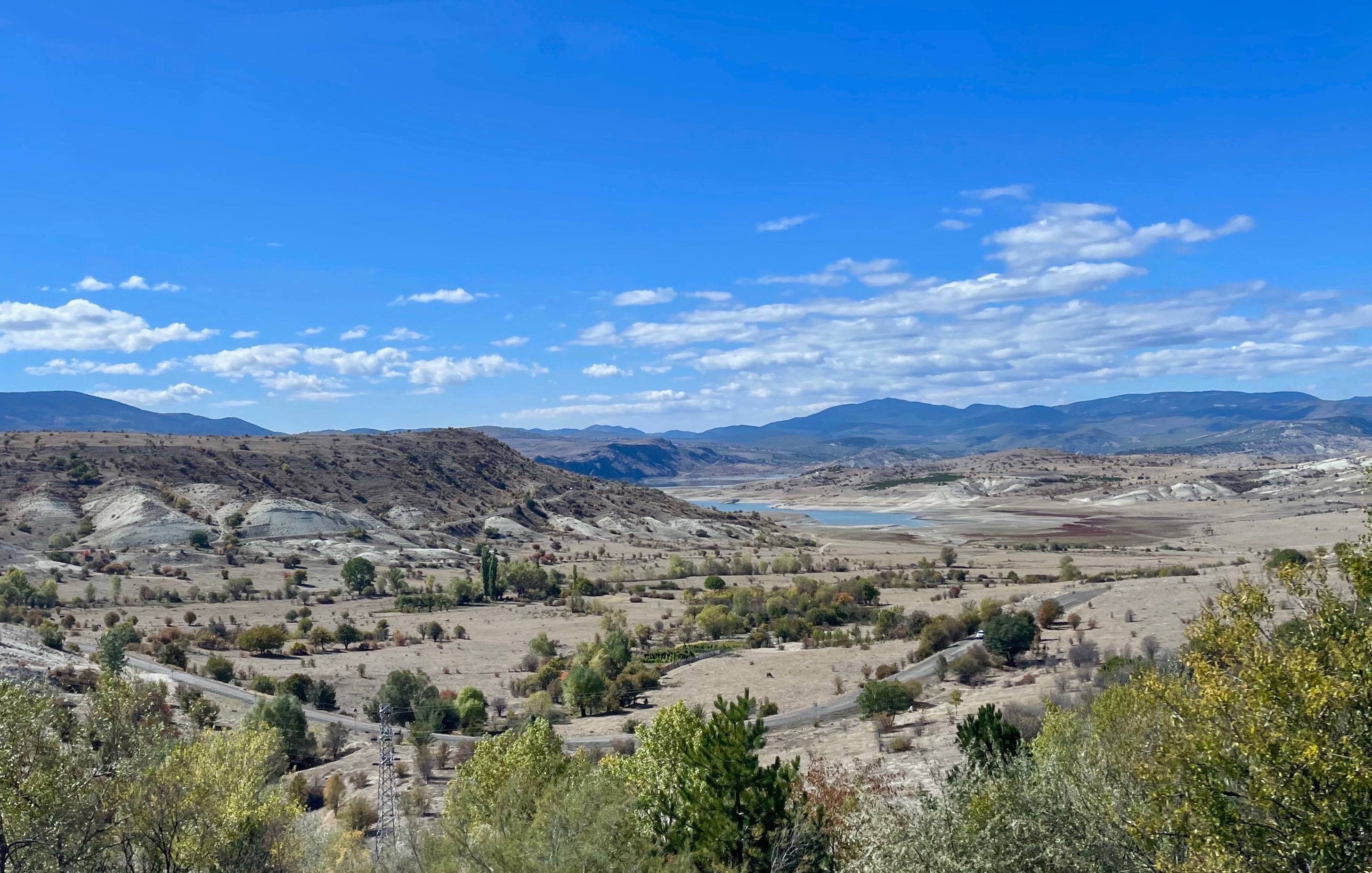
Platoul central uscat al Anatoliei

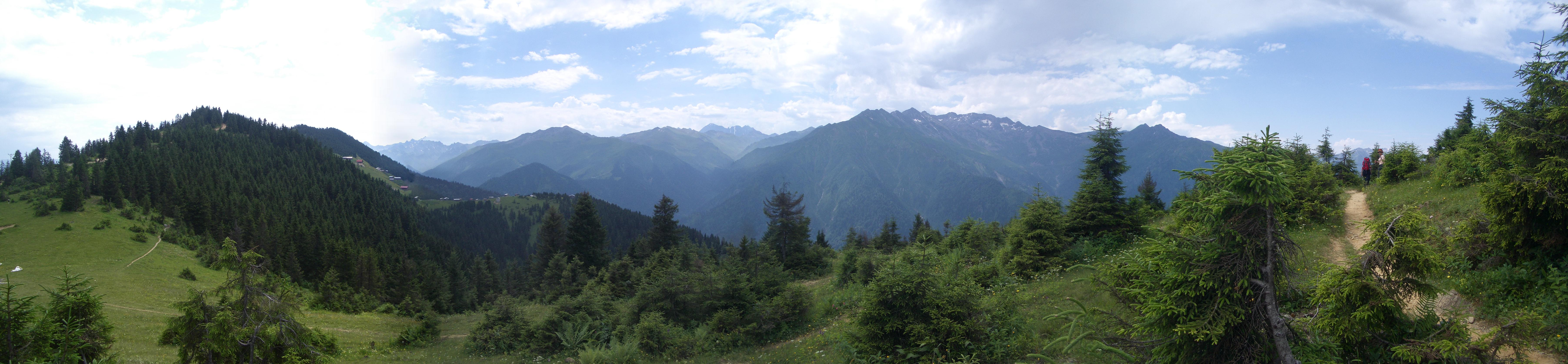
Un peisaj panoramic al Munților Pontici din regiunea Mării Negre din nordul Anatoliei, Turcia.

Munții și câmpia de coastă din nordul Anatoliei au un climat umed și blând. Există păduri temperate de foioase, mixte și de conifere. Platoul central și estic, cu climatul său continental mai uscat, are păduri de foioase și stepe forestiere. Vestul și sudul Anatoliei, care au un climat mediteranean, conțin păduri mediteraneene, terenuri împădurite și ecoregiuni de arbuști.
- Pădurile de foioase Euxine-Colchic: Aceste păduri temperate de foioase și mixte se întind de-a lungul Anatoliei de nord, situate între munții din nordul Anatoliei și Marea Neagră. Ele includ enclave de pădure tropicală temperată de-a lungul coastei de sud-est a Mării Negre în estul Turciei și Georgia.[73]
- Pădurile de conifere și foioase din nordul Anatoliei: Aceste păduri ocupă munții din nordul Anatoliei, extinzându-se est-vest între pădurile costiere Euxine-Colchic și pădurile climatului continental mai uscat din centrul și estul Anatoliei.[74]
- Pădurile de foioase din centrul Anatoliei: Aceste păduri de stejari de foioase și pini pereni acoperă platoul central al Anatoliei.[75]
- Stepa din centrul Anatoliei: Aceste pajiști uscate acoperă văile mai uscate și înconjoară lacurile sărate din centrul Anatoliei, incluzând comunități de plante halofite (tolerante la sare).[76]
- Pădurile decidue est-anatoliene: Această ecoregiune ocupă platoul estic al Anatoliei. Climatul mai uscat și mai continental favorizează pădurile de stepe dominate de stejari decidue, cu zone de tufișuri, păduri montane și păduri de vale.[77]
- Pădurile mixte de conifere și decidue anatoliene: Aceste păduri ocupă partea vestică a platoului anatolian cu climă mediteraneană. Pădurile de pini și amestecurile de pini și stejari precum și tufișurile sunt predominante.[78]
- Pădurile sclerofiloase și mixte din regiunile de coastă și din vestul Turciei: Aceste păduri mediteraneene ocupă câmpiile joase și văile din vestul Anatoliei de-a lungul Mării Egee. Ecoregiunea include păduri de pin turcesc (Pinus brutia), păduri și tufărișuri de stejar, precum și machia cu arbori și arbuști sclerofili pereni, printre care Măslinul (Olea europaea), Dafinul (Laurus nobilis), Arborele grecesc de căpșuni (Arbutus andrachne) Arborele de fragi (Arbutus unedo) și Stejarul Kermes (Quercus coccifera).[79]
- Pădurile montane de conifere și decidue din sudul Anatoliei: Aceste păduri montane ocupă Munții Taurus cu climă mediteraneană din sudul Anatoliei. Pădurile de conifere sunt predominante, în special pinul negru anatolian (Pinus nigra), Cedrul libanez (Cedrus libani), bradul Taurus (Abies cilicica) și ienupărul (Juniperus foetidissima și J. excelsa). Arborii cu frunze late includ stejarii, carpenul și arțarul.[80]
- Pădurile de conifere-sclerofiloase-broadleaf din estul Mediteranei: Această ecoregiune ocupă fâșia de coastă din sudul Anatoliei între Munții Taurus și Marea Mediterană. Comunitățile de plante includ măccișuri sclerofiloase cu arbuști cu frunze late, păduri de pin alep (Pinus halepensis) și pin turcesc (Pinus brutia), precum și păduri uscate de stejari (Quercus spp.) și stepă.[81]

## Demografie
Articolul principal: Demografia Turciei
Cele mai mari orașe din Anatolia (în afară de partea asiatică a Istanbulului) sunt Ankara, İzmir, Bursa, Antalya, Konya, Adana, İzmit, Mersin, Manisa, Kayseri, Samsun, Balıkesir, Kahramanmaraș, Aydın, Adapazarı, Denizli, Muğla, Eskișehir, Trabzon, Ordu, Afyonkarahisar, Sivas, Tokat, Zonguldak, Kütahya, Çanakkale, Osmaniye și Çorum. Toate au o populație de peste 500.000 de locuitori.